# Meulières du Mont Vouan
 (août 2015).
Si vous disposez d'ouvrages ou d'articles de référence ou si vous connaissez des sites web de qualité traitant du thème abordé ici, merci de compléter l'article en donnant les références utiles à sa vérifiabilité et en les liant à la section « Notes et références ».
Les meulières du Mont Vouan sont un ensemble de carrières destinées à l'extraction de meules. Elles sont situées dans le département de la Haute-Savoie en région Auvergne-Rhône-Alpes. L'ensemble regroupe plusieurs dizaines de carrières réparties sur plusieurs communes. Plusieurs d'entre elles font l’objet d’un classement au titre des monuments historiques.

## Géographie

### Situation
Les carrières de meules, ou meulières, se trouvent en grande partie sur les versants du mont de Vouan (978 m) qui forme la limite sud de la vallée Verte. Des sites ont aussi été exploités sur le versant sud-est du relief voisin des Voirons. Le territoire était auparavant situé dans l'ancienne province du Faucigny appartenant au duché de Savoie. Aujourd'hui les carrières sont réparties sur les territoires de Fillinges, Viuz-en-Sallaz et de Saint-André-de-Boëge.

### Géologie
Le mont de Vouan ainsi que les Voirons appartiennent à la nappe des Voirons, l'une des unités tectoniques constitutives du massif du Chablais. Cette nappe est entièrement constituée d'une accumulation de grès, conglomérat et de marne qui forme un flysch, le flysch des Voirons, d'âge Éocène.
L'ensemble des carrières ont été creusées dans le conglomérat du Vouan qui correspond à une phase de dépôt grossier dans un chenal sous-marin. Les bancs de grès grossiers, riches en galets et blocs, alternent avec des niveaux conglomératiques, tous deux d'épaisseurs métriques, qui forment les falaises surplombant la rive gauche de la Menoge. 
L'extraction des meules s'est réalisée préférentiellement dans des niveaux gréseux relativement dépourvus de galets afin d'obtenir des meules homogènes. Les cellules ont été creusées en suivant les bancs de grès qui présentent tous une inclinaison vers le sud-est et confère parfois un aspect triangulaire aux meulières comme à celle de Grand'Gueule.

## Histoire
Le site a été exploité depuis la période romaine jusqu'au XIXe siècle.
En 2010 et 2011 une équipe d'historiens et d'archéologues de l'université de Grenoble et du CNRS (Laboratoire de recherche historique Rhône-Alpes, UMR 5190) a effectué une prospection systématique de la montagne, d'abord en avion puis à pieds, allant jusqu'à escalader les falaises pour débusquer les carrières creusées dans des parois vertigineuses. Ces recherches ont permis de découvrir 72 carrières de meules de moulins et de meules à mains, classant le Mont comme la plus grande meulière de tout le sud-est de la France. Quatre carrières ont également fait l'objet de fouilles archéologiques : la Grand'Gueule, exploitée au cours du Moyen Âge et abandonnée aux XVe-XVIe siècles ; la meulière des 73 mètres, active du Moyen Âge au XVIIIe siècle ; la Molière à Vachat, abandonnée à la fin du XIXe siècle ; et enfin la Molière de la Corbière ou de Roche-Parée, située sur la commune de Saint-André-de-Boëge, dont les chantiers étaient déjà en pleine activité au XIIIe siècle. La production totale de ces sites a dépassé 100 000 meules, ce qui dit bien leur ampleur industrielle. Une seule meule coûtant autrefois le prix d'une maison, cette montagne du Faucigny fut l'équivalent d'une mine d'or pour les habitants des environs. 

### Protection et mise en valeur
La Molière à Vachat, la Grand'Gueule, la Meulière Noire et la Meulière Longue, ainsi que le sol de leurs parcelles, font l’objet d’un classement au titre des monuments historiques depuis le 11 mars 2009.

## Activités
Les sites ne sont plus en activités et sont ouverts au public. La Grand'Gueule, la Molière à Vachat et la Molière de la Corbière figurent sur les cartes IGN au 1/25 000e et leur accès est signalé par un fléchage permettant de découvrir l'histoire du travail, du pain et de la vie quotidienne des ouvriers.

## Dans la culture
On peut y trouver des légendes dont l'une des plus connues concerne la gouille aux morts, étang situé au pied du mont de Vouan :
« Un homme finissait sa meule le soir de Noël, en voulant rentrer chez lui, il glissa et tomba dans la gouille aux morts à Viuz en Sallaz et se noya en s'enfonçant dans la vase stagnant au fond de la gouille. Depuis lors, personne n'a retrouvé son corps. »